# David Villa Sánchez
David Villa Sánchez (Tiuya, Llangréu, 3 de desembre del 1981) és un exfutbolista asturià, que jugava com a davanter. Va ser internacional amb la selecció espanyola.

## Biografia
La temporada 2001/2002 debutà al primer equip del Real Sporting de Gijón, club on va jugar dues temporades completes a la Segona divisió de la lliga espanyola. Va cridar l'atenció dels equips de primera marcant 39 gols en 78 partits i el Reial Saragossa el va fitxar a la temporada 2003/2004, i hi va jugar 73 partits, marcant 31 gols en dues temporades, cosa que li va servir per poder debutar com a internacional a la selecció espanyola.
La temporada 2005/2006 va arribar al València CF, equip que per a aconseguir els seus serveis va pagar la clàusula de rescissió del seu contracte, 12 milions d'euros. En la seua primera temporada a l'equip valencianista va complir amb les expectatives generades, ja que va aconseguir marcar 25 gols, quedant segon en el trofeu Pitxitxi a un sol gol de Samuel Eto'o. La gran temporada realitzada el va dur a ser un dels convocats per Luis Aragonés per a participar en el Mundial d'Alemanya amb la selecció espanyola.
El 19 de maig del 2010 el FC Barcelona confirmà el seu fitxatge. La xifra del traspàs ascendí a 40 milions d'euros, una quantitat que feia que el fitxatge fos un dels més cars de la història del Barça.
El maig del 2011 guanyava la Lliga de Campions a Wembley superant per 3-1 el Manchester United FC, amb un gol seu a la final.
En el seu debut al Campionat del Món de Clubs de futbol (2011) contra l'Al-Sadd SC de Qatar, el 15 de desembre de 2011, es va fracturar la tíbia de la cama esquerra.
Abans que comenci la temporada 2013/14, el FC Barcelona traspassà el jugador asturià a l'Atlètic de Madrid per un cost màxim de 5,1 milions d'euros, repartits en 2,1 milions per la primera temporada, 2 més si el jugador pertany a l'Atlético la temporada 2014/15 i un altre si allarga el seu contracte fins a la 2015/16.
Després d'una bona temporada amb l'Atlético, en la qual va guanyar la Lliga i fou finalista de la Champions League, l'1 de juny de 2014 va anunciar que marxava al New York City FC. El 10 de febrer de 2015 esdevenia el primer golejador de la història d'aquest club, en marcar el primer dels dos gols que l'equip marcava en un partit amistós contra el Saint Mirren FC, de la Premier League escocesa.

## Clubs
- Real Sporting de Gijón 2000-2003 (Segona divisió)
- Reial Saragossa – 2003-2005
- València CF – 2005-2010
- FC Barcelona - 2010 - 2013
- Club Atlético de Madrid - 2013 - 2014
- New York City Football Club - 2014 -2018

## Selecció espanyola
David Villa debutà amb la selecció espanyola el 9 de febrer de 2005 a Almeria contra San Marino en un partit que acabà 5-0. Ha estat titular al Mundial de 2006, l'Eurocopa de 2008 i el Mundial de 2010, on va proclamar-se campió del món.
Ha marcat un total de 47 gols amb la selecció absoluta en 73 partits, sent el màxim golejador de la seua història, per davant de Fernando Hierro i Raúl González.
En el primer partit d'Espanya en el mundial contra Ucraïna Villa va marcar dos gols. En vuitens de final va marcar de nou front a França, equip que va eliminar de la competició a Espanya, aquest estiu guanyà l'Eurocopa amb Espanya i es va convertir amb quatre gols en màxim golejador del torneig.

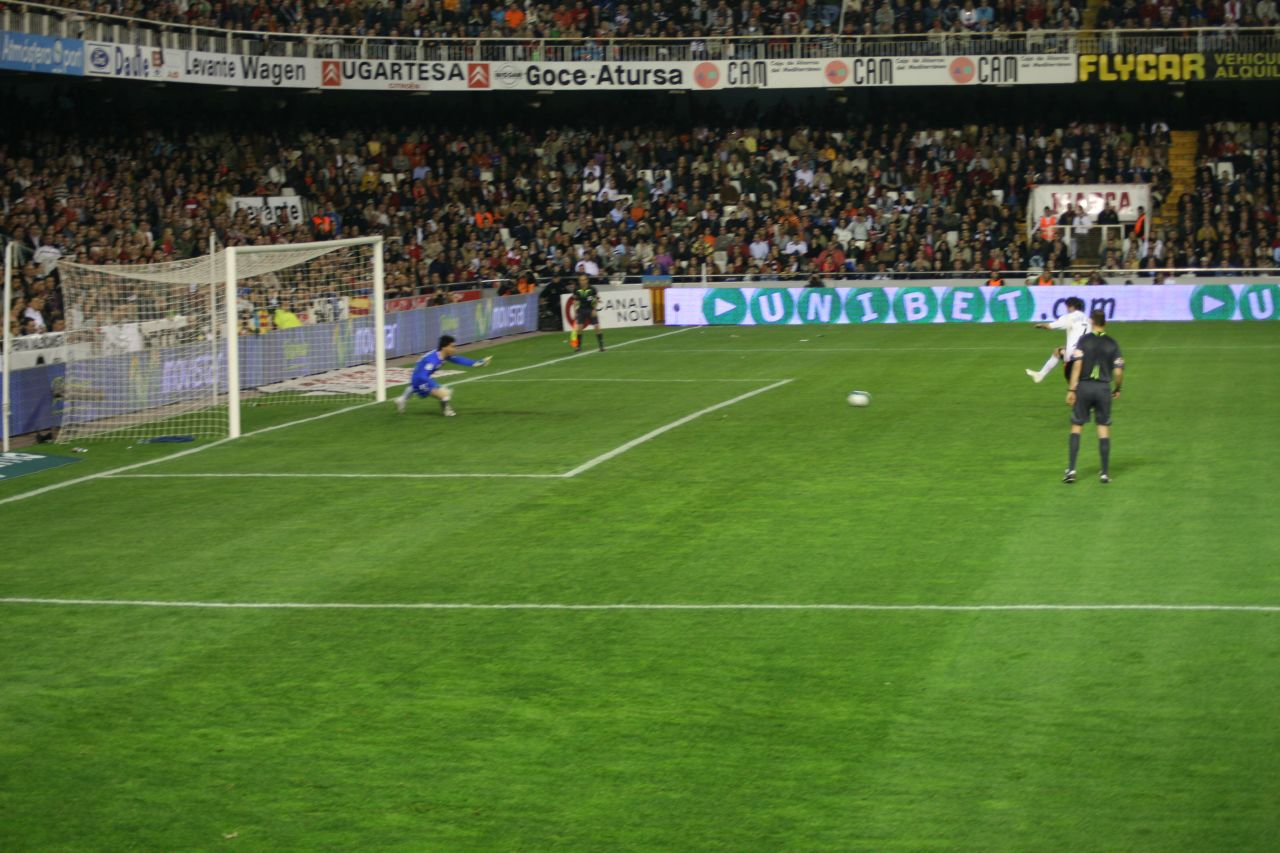
David Villa tira un penal davant David Cobeño a un València CF-Sevilla FC a Mestalla la temporada 2006-07.

El 27 de maig de 2013, entrà a la llista de 26 preseleccionats per Vicente del Bosque per disputar la Copa Confederacions 2013, i posteriorment el 2 de juny, entrà a la llista definitiva de convocats per aquesta competició.
El 31 de maig de 2014 entrà a la llista de 23 seleccionats per Vicente del Bosque per participar en la Copa del Món de Futbol de 2014; aquesta serà la seva tercera participació en un mundial. En cas que la selecció espanyola, la campiona del món del moment, guanyés novament el campionat, cada jugador cobraria una prima de 720.000 euros, la més alta de la història, 120.000 euros més que l'any anterior.

## Palmarès

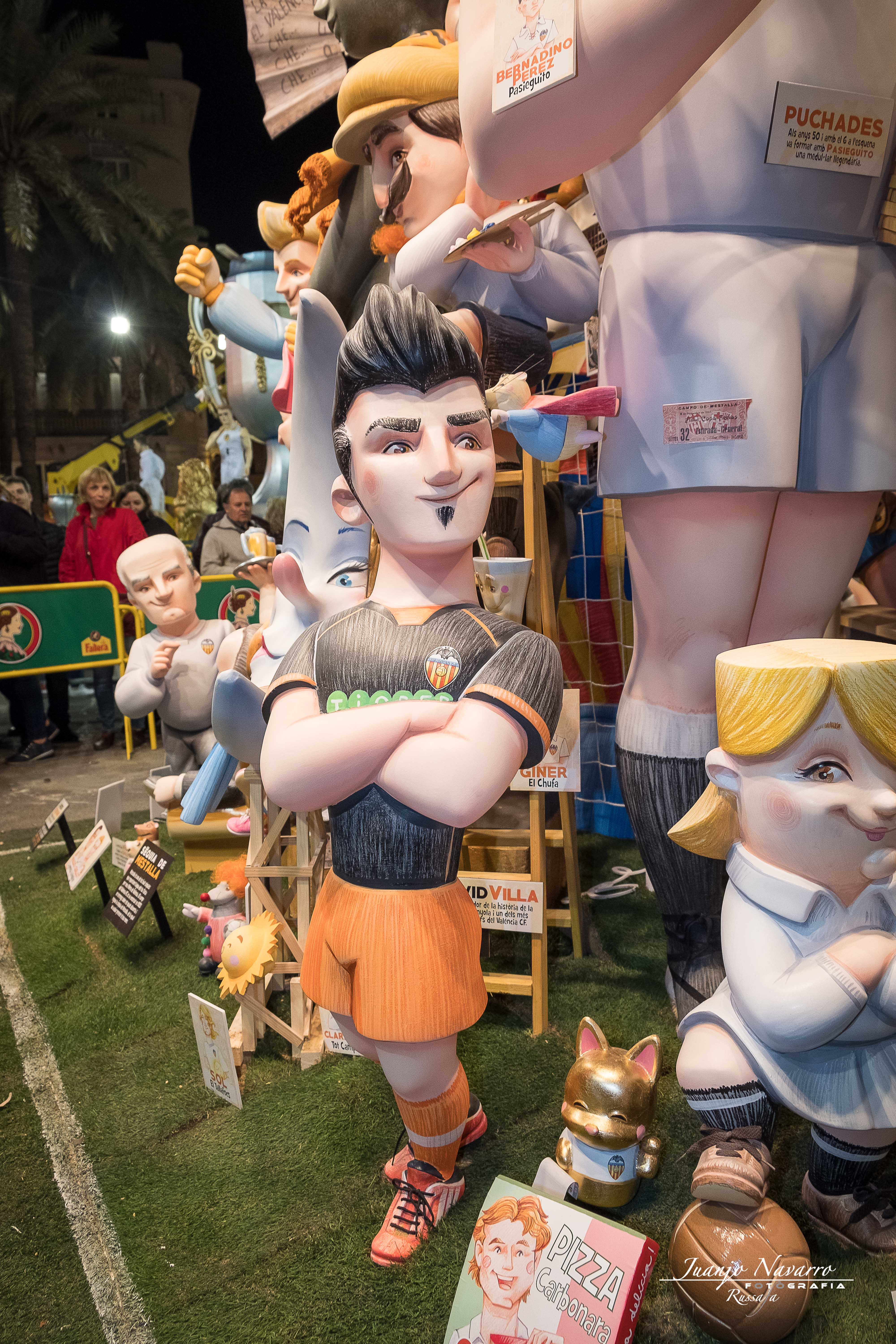
David Villa en una falla del 2019.

### Selecció espanyola
- 1 Campionat d'Europa de futbol: 2008
- 1 Copa del Món de Futbol: 2010

### Real Zaragoza
- 1 Copa del Rei: (2004)
- 1 Supercopa d'Espanya: (2004)

### València
- 1 Copa del Rei: (2008)

### FC Barcelona
- 1 Copa del Rei: (2011-12)
- 2 Supercopa d'Espanya: (2010 i 2011)
- 2 Lligues espanyoles: (2011 i 2013)
- 1 Lliga de Campions de la UEFA: 2010-11
- 1 Supercopa d'Europa: 2011[19]
- 1 Campionat del Món de Clubs de futbol: 2011[20]

### Atlético de Madrid
- 1 Lliga espanyola: (2014)

### Vissel Kobe
- 1 Copa de l'Emperador: (2019)

### Distincions individuals
- 4 Trofeus Zarra (2006, 2007, 2009 i 2010)
- Inclòs en el FIFA/FIFPro World XI (2010)[21]

## Suport a l'asturià

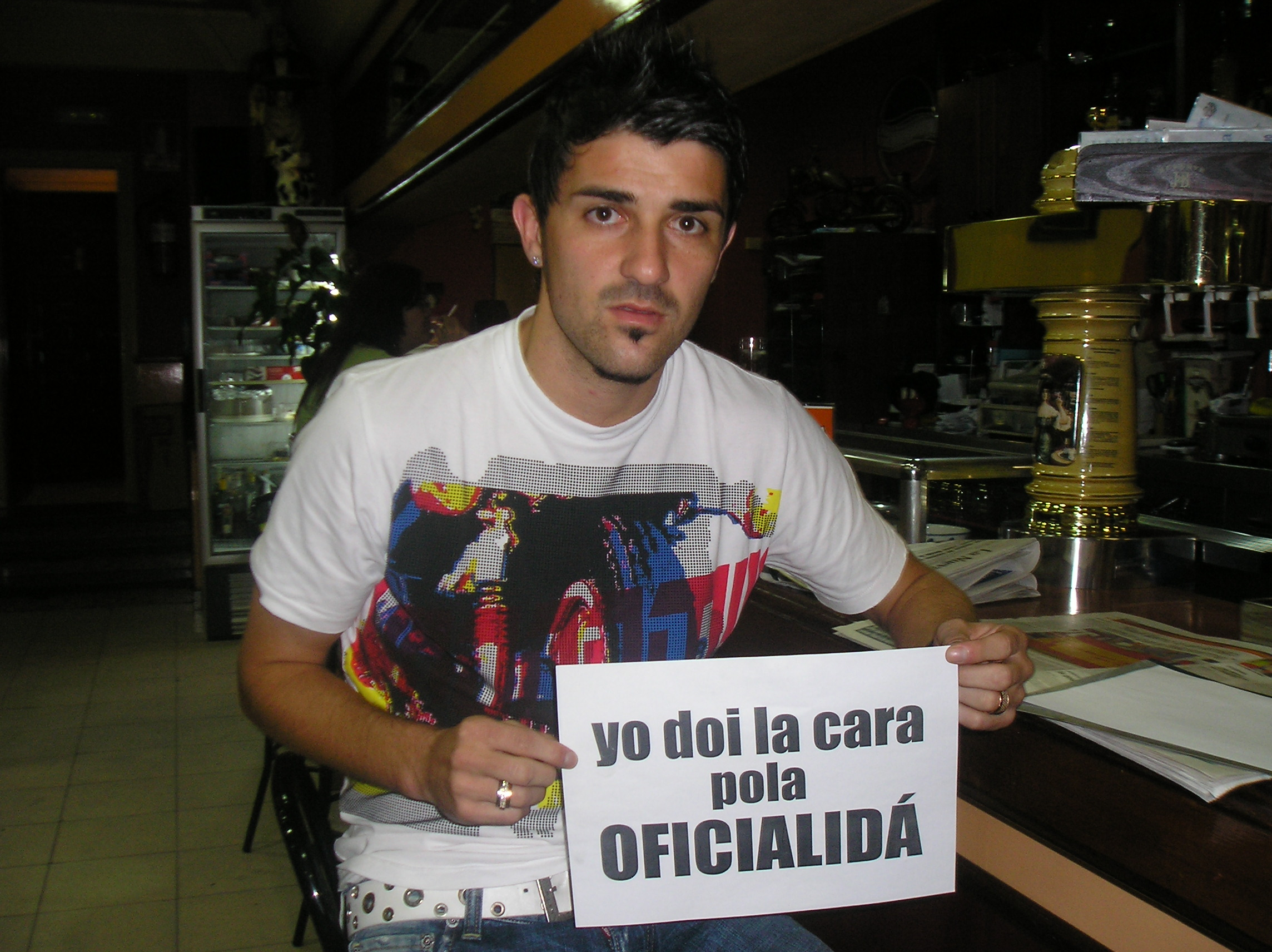
David Villa amb el cartell de Doi la cara pola oficialidá.

El 2008, Villa es va adherir a la campanya Doi la cara pola oficialidá, en suport al reconeixement de l'asturià com a llengua oficial d'Astúries.